# Стурфиорд
Стурфиорд (на норвежки: Storfiorden) е дълъг и тесен залив на Норвежко море, край западния бряг на Норвегия. Простира се от запад на изток и югоизток на протежение от 110 km. Дълбочина до 679 m. Бреговете на Стурфиорд са предимно скалисти, високи, на места отвесни (височина от 300 до 1200 m) и силно разчленени от множество по-малки разклонения – Сунюлвсфиорд (26 km), Гейрангерфиорд (15 km), Нурдалсфиорд (16 km), Тафиорд (8 km) и др. На входа му се намират островите Норингсет и Харейдлан, като на югоизток от последния чрез тесния проток Вардалсфиорд се свързва с по-малкия Ровдефиорд. В Стурфиорд се вливат множество къси, бурни и пълноводни реки, стичащи се от Скандинавските планини. По бреговете му са разпръснати множество предимно малки рибарски селища. На входа му е разположен град Олесун, а във вътрешността – Странда.